# Чемпионат КККФ
Чемпионат КККФ (англ. CCCF Championship) — международный футбольный турнир, проходивший в странах Центральной Америки и Карибских островов с 1941 по 1961 год. Турнир был основан в 1938 году и является предшественником чемпионата КОНКАКАФ, который появился в результате слияния Футбольной конфедерации Центральной Америки и Карибских островов и Североамериканской футбольной конфедерации.
Первый чемпионат состоялся в мае 1941 года в Коста-Рике и завершился победой хозяев турнира. В общей сложности Коста-Рика выиграла турнир семь раз, по одной победе у сборных Сальвадора, Панамы и Гаити.

## Призёры
| Чемпионат КККФ | Чемпионат КККФ   | Чемпионат КККФ | Чемпионат КККФ                   | Чемпионат КККФ     | Чемпионат КККФ     |
| Год            | Место проведения | Победитель     | Второе место                     | Третье место       | Четвёртое место    |
| -------------- | ---------------- | -------------- | -------------------------------- | ------------------ | ------------------ |
| 1941 Обзор     | Коста-Рика       | Коста-Рика     | Сальвадор                        | Территория Кюрасао | Панама             |
| 1943 Обзор     | Сальвадор        | Сальвадор      | Гватемала                        | Коста-Рика         | Никарагуа          |
| 1946 Обзор     | Коста-Рика       | Коста-Рика     | Гватемала                        | Гондурас           | Сальвадор          |
| 1948 Обзор     | Гватемала        | Коста-Рика     | Гватемала                        | Панама             | Территория Кюрасао |
| 1951 Обзор     | Панама           | Панама         | Коста-Рика                       | Никарагуа          | —                  |
| 1953 Обзор     | Коста-Рика       | Коста-Рика     | Гондурас                         | Гватемала          | Территория Кюрасао |
| 1955 Обзор     | Гондурас         | Коста-Рика     | Территория Кюрасао               | Гондурас           | Сальвадор          |
| 1957 Обзор     | НАО              | Гаити          | Территория Кюрасао               | Гондурас           | Панама             |
| 1960 Обзор     | Куба             | Коста-Рика     | Нидерландские Антильские острова | Гондурас           | Суринам            |
| 1961 Обзор     | Коста-Рика       | Коста-Рика     | Сальвадор                        | Гондурас           | Гаити              |

## Победители
| Страна     | Кол-во побед | Чемпион КККФ                             |
| ---------- | ------------ | ---------------------------------------- |
| Коста-Рика | 7            | 1941, 1946, 1948, 1953, 1955, 1960, 1961 |
| Сальвадор  | 1            | 1943                                     |
| Панама     | 1            | 1951                                     |
| Гаити      | 1            | 1957                                     |